# De Koffiekopjes
De Koffiekopjes is een theekopjesattractie in Plopsaland Belgium van attractiebouwer MACK Rides.
De attractie werd in 2003 geopend en bestaat uit 12 koffiekopjes. Tot 2015 was de attractie gethematiseerd in Wizzy en Woppy. Sinds eind 2015 is Prinsessia het thema van De Koffiekopjes en is de attractie overdekt door een kasteel.
Afbeeldingen